# Макнамара, Том
Том Макнамара (англ. Tom McNamara; род. 29 марта 1983, Рокфорд) — американский государственный деятель. Мэр Рокфорда в штате Иллинойс с 1 мая 2017 года .

## Биография
Начинал политическую карьеру в должности олдермена 3-го округа Рокфорда, где проживает и в настоящее время со своей семьей. 4 апреля 2017 года одержал убедительную победу на выборах мэра над другими кандидатами, набрав чуть более 68 % голосов.
Является младшим сыном бывшего мэра Рокфорда Джона Макнамара, который занимал эту должность с 1981 по 1989 год. 